# Rio Anapu
Rio Anapu är ett vattendrag i Brasilien.   Det ligger i delstaten Pará, i den centrala delen av landet, 1 500 km norr om huvudstaden Brasília.
I omgivningarna runt Rio Anapu växer i huvudsak städsegrön lövskog. Trakten runt Rio Anapu är nära nog obefolkad, med mindre än två invånare per kvadratkilometer.